# IOS 15
iOS 15 là phiên bản thứ mười lăm của hệ điều hành di động iOS được phát triển bởi Apple Inc. cho các dòng iPhone và iPod Touch của họ. Nó được công bố tại Hội nghị các nhà phát triển toàn cầu của công ty vào ngày 7 tháng 6 năm 2021 với tư cách là phiên bản kế nhiệm iOS 14.

## Điểm mới
iOS 15 không có sự nâng cấp quá nhiều những tính năng hay giao diện mới, thay vào đó là tập trung hoàn thiện những tính năng đã có một cách tốt nhất để đem lại trải nghiệm tối ưu nhất. Do vậy mà những đời iPhone rất cũ cũng được hỗ trợ nâng cấp lên phiên bản iOS 15 này, đó là iPhone 6S và iPhone 6S Plus với 7 phiên bản iOS được hỗ trợ.

### FaceTime
- Tính năng mới được hãng giới thiệu là SharePlay: duy trì các cuộc hội thoại FaceTime khi xem các chương trình truyền hình và phim, nghe nhạc hoặc chia sẻ màn hình.
- Tính năng âm thanh không gian
- Chia sẻ màn hình: những người dùng iPhone có thể chia sẻ với nhau một bộ phim, một bài hát để xem, nghe chung khi đang gọi FaceTime.
- Dạng xem lưới: hiển thị mọi người trên cuộc gọi FaceTime trong cùng một ô xếp có kích thước, vì vậy có thể có các cuộc trò chuyện tốt hơn với một nhóm lớn. Loa được tự động tô sáng để biết ai đang nói.
- Chế độ chân dung: camera sẽ tập trung vào người dùng hơn bằng việc làm mờ các ngoại cảnh phía sau họ
- Mời bất kỳ ai tham gia: người dùng có thể gửi cho bạn bè và gia đình một liên kết để kết nối trên FaceTime, kể cả họ dùng Android hay Windows.[4]

### Tin nhắn và Memoji
- Memoji mới: người dùng bây giờ có thể chọn trang phục cho Memoji của mình và thể hiện bản thân bằng nhãn dán mới.
- Bộ sưu tập ảnh: nhiều ảnh trong Tin nhắn hiện xuất hiện dưới dạng ảnh ghép hoặc một chồng hình ảnh mà người có thể vuốt qua lại.

### Tập trung
- Tập trung: tính năng này cho phép người dùng tùy chọn xem họ đang tập trung vào thứ gì, dựa vào đó sẽ đưa ra các thiết đặt phù hợp, vừa giúp người dùng tập trung vào việc đó nhất, vừa hạn chế những thông báo cần thiết bị tắt
- Hiển thị trạng thái: khi một người đang thiết đặt "Tập trung", trạng thái của họ sẽ tự động được hiển thị trong Tin nhắn thông báo đến đối phương. Nếu các tin nhắn thực sự khẩn cấp, vẫn còn một cách để mọi người thông báo cho họ.

### Khu vực thông báo
- Thiết kế mới: Khu vực thông báo có giao diện mới, bao gồm ảnh liên hệ và biểu tượng ứng dụng lớn hơn để dễ xác định hơn.
- Tóm tắt thông báo: là một bộ sưu tập và tóm tắt các thông báo, và sẽ thông báo đến người dùng dựa theo lịch trình đã đặt. Bản tóm tắt được sắp xếp theo mức độ ưu tiên một cách thông minh, với các thông báo có liên quan nhất ở trên cùng.

### Bản đồ
- Trải nghiệm thành phố kiểu mới: Các địa danh, ví dụ như Cầu Cổng Vàng, đã có một mô hình 3D hoàn toàn mới, sinh động hơn, hoạt động được cả bản đêm, thay vì chỉ là một khối màu xám như trước đây. Những trải nghiệm này chỉ hỗ trợ ở Mỹ và cũng chỉ có hạn chế ở một số địa danh.
- Các tính năng lái xe mới: bản đồ cung cấp cho người lái xe các chi tiết đường như làn đường rẽ, lối băng qua đường và làn đường dành cho xe đạp; phối cảnh cấp đường phố khi người dùng tiếp cận các nút giao thông phức tạp; và bản đồ lái xe chuyên dụng mới giúp họ xem nhanh các sự cố và điều kiện giao thông hiện thời.
- Hướng dẫn đi bộ chân thực: hướng dẫn người dùng đi từng bước mà họ có thể xem trong thực tế ảo tăng cường

### Safari
- Thiết kế mới: thanh tab hiện đã được di chuyển xuống cuối trang giúp tối đa hóa không gian hiển thị, giúp dễ dàng thao tác bằng các ngón tay ở phía dưới.
- Tìm kiếm bằng giọng nói: người dùng có thể tìm kiếm trên web bằng giọng nói của họ.
- Tiện ích mở rộng: bây giờ người dùng có thể cài đặt tiện ích mở rộng Safari trên iPhone của mình, và có thể chọn thời điểm các tiện ích mở rộng sẽ hoạt động như trên máy Mac.

### Thời tiết
- Giao diện ứng dụng thời tiết trên iOS 15 đã được thiết kế lại
- Thời tiết trên phiên bản này được bổ sung thêm bản đồ thời tiết

### Camera và Ảnh
- Live Text (văn bản trực tiếp): các hình đã có thể nhận diện trực tiếp các đoạn văn bản có trong khung hình. Không dừng ở đó, người dùng còn có thể tương tác trực tiếp với đoạn văn bản đó. Nếu có một số điện thoại nằm trong khung hình, họ có thể chạm vào để gọi, nhắn tin, gọi FaceTime hay thêm liên lạc mới vào danh bạ.
- Live Text trong camera: tính năng này ngoài có trên các bức ảnh chụp sẵn còn có trực tiếp trên ứng dụng camera.
- Khám phá trực quan: máy có thể nhận diện các đối tượng có trong ảnh và khi người dùng chạm vào thì sẽ hiện lên những thông tin về chúng

## Thiết bị hỗ trợ
Tất cả các thiết bị hỗ trợ, iOS 14 đều được hỗ trợ nâng cấp lên phiên bản iOS 15. iPhone 6S, iPhone 6S Plus và iPhone SE (thế hệ thứ nhất) là những thiết bị lâu đời nhất được  hỗ trợ iOS 15.
| - iPhone 6S/6S Plus - iPhone SE (thế hệ thứ nhất) - iPhone 7/7 Plus - iPhone 8/8 Plus - iPhone X - iPhone XS/XS Max - iPhone XR - iPhone 11 - iPhone 11 Pro/11 Pro Max - iPhone SE (thế hệ thứ 2) - iPhone 12/12 Mini - iPhone 12 Pro/12 Pro Max - iPhone 13 - iPhone 13 Pro/13 Pro Max - iPod Touch (thế hệ thứ 7) |